# Самурзакан

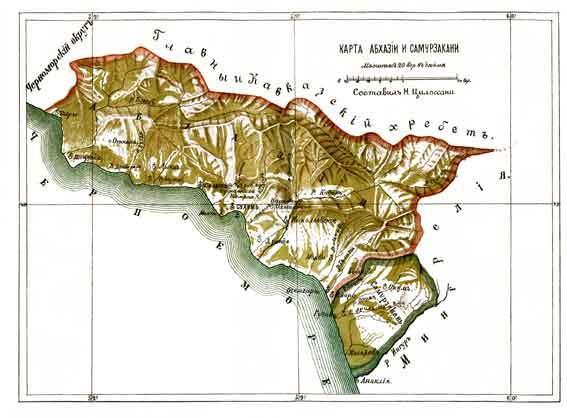
Карта Абхазии и Самурзакани. 1899 год

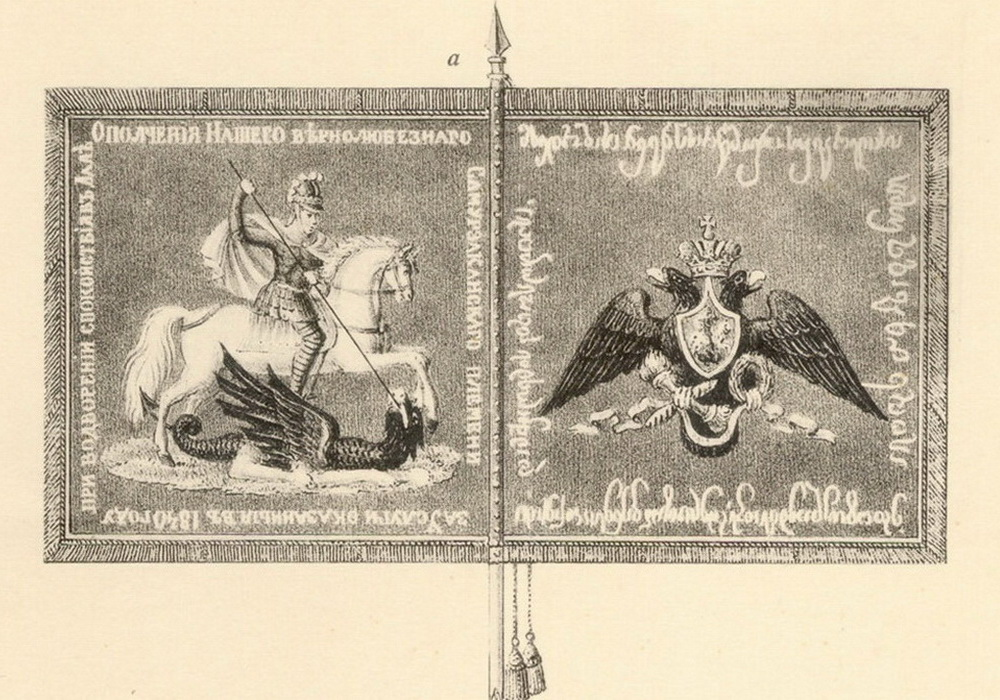
Штандарт Самурзаканского ополчения (1840) с надписями на грузинском (справа) и русском (слева).

Самурзакано или Самурзака́н (груз. სამურზაყანო; абх. мырзаҟан) — историческая область Абхазии (Республика Абхазия/Грузия), на которой находилось княжество Самурзакано.
Область находится на юге страны, включает современный Гальский район, бо́льшую часть Ткварчельского района, несколько сёл Очамчирского района.

## Общие сведения
В начале 80-х годов XVII века представитель Aбхазской владетельной фамилии Сорек Шарвашидзе включился в борьбу за княжеский престол Мегрелии, он добился успеха и овладел территорией Мегрельского княжества oт Келасурской стены до реки Ингури, присвоив титул владетеля Мегрелии. Поскольку Шервашидзе не удалось овладеть остальной Мегрелией, территория до Ингури вскоре была объявлена частью Абхазии.
В конце XVII века сыновья владетеля Абхазии Зегнака Шервашидзе — Ростом, Джикешия и Квапу поделили страну на три части:
1). Территория от реки Бзыбь до реки Кодор досталась Ростому, который, как старший из братьев, унаследовал от отца титул владетельного князя.
2). Территория между реками Кодор и Галидзга, досталась среднему брату, Джикешиа, и впоследствии была названа «Абжуа» («Средняя Абхазия»). Население Абжуа было смешанным абхазо-мегрельским.
3). Младший брат — Квапу занял район между Галидзга и Ингури, который позже был назван «Самурзакано», по имени сына Квапу — Мурзакана. Население Самурзакана оставалось в-основном мегрельском.
Таким образом, название области связано с именем её владетеля Мурзакана Шервашидзе, сына Квапу Шарвашидзе, ставшего правителем этих земель в конце XVII века. Самурзакано в переводе с грузинского дословно означает «место Мурзакана».
Княжество Самурзакано было упразднено российской властью в конце Русско-Кавказской войны. В 1864 году, Абхазия была преобразована в Сухумский военный отдел Российской империи, а в Самурзакане было организовано Самурзаканское приставство.
Как утверждает абхазский исследователь Т. А. Ачугба, утверждение за абхазским населением этого региона названия «самурзаканцы» произошло согласно сообщению в газете «Черноморский вестник» от 16 сентября 1899: «Государь, император Николай I в 1840 году, — сообщается в статье, — жалуя Самурзакани за особые их заслуги, Георгиевское знамя, Самоличной подписью на знамени выразил: „Нашему любезноверному Самурзаканскому племени“. После этого самурзаканцы находят неподходящим называть себя ни абхазцами, ни мингрельцами».
Итальянский католический священник XVII века Арканджело Ламберти появился в Мегрелии ко времени завершения пребывания там префекта миссии Конгрегации театинцев Пиетро Авитабиле, находившегося на этой должности с 1626 года Ламберти состоял миссионером этой же Конгрегации во время правления Леван II Дадиани в 1611—1657 годах. В течение почти двух десятков лет он служил при Циппурийском /Джипурийском/ монастыре. В 1654 году он издал в Неаполе свое "Описание Колхиды, называемой теперь Менгрелией. Книга прежде всего в том, что оно основано, главным образом, на непосредственных продолжительных личных наблюдениях автора, который сам в предисловии указывает, что прожил в Мегрелии «почти восемнадцать лет и изъездил весь этот край» в 1633 −1650 годах. Таким образом, хотя Ламберти свое сочинение посвятил Мегрелии, где вел свою миссионерскую службу по поручению папы Урбана VIII, но попутно сообщает сведения и о некоторых соседних с Мегрелией народах, вот что он пишет о этнической границе середины 17 века мегрелов и абхазов :

"Наконец, завершая свою характеристику рек Колхиды, он снова обращает наше внимание на Кодор, но уже как на этнически пограничную реку. «Последняя из всех рек Коддорс /Кодор/; это должно быть Кораче, потому что вся Колхида расположена между Фазисом и Кораксом, и совершенно так, как Фазис отделяет Мингрелию от Гурии, так и Коракс отделяет её от Абхазии, а как за Фазисом мингрельский язык сразу сменяется грузинским, так за Кораксом сменяется абхазским, отсюда ясно, что Кодор мингрельцев есть древний Kоракс»

По этим сведениям население нынешних Очамчырского, Ткварчельского и Гальского районов в 1633 −1650 годах составляли мегрелы до реки Кодор.
По данным переписи населения Сухумского округа Kутаисской губернии в 1887 году из 58 960 «абхазов»: 28 320 человек были собственно абхазы a 30 640 человек — самурзаканцы.
По данным переписи населения 1926 года чуть меньше половины самурзаканцев жителей Царчи записались абхазами, остальные — грузинами. Однако абхазский язык в качестве родного указали лишь 4,7 % жителей Царчи (или 11,1 % абхазов села), в то время как для остальных царчинцев родным языком был мегрельский